# Palatul Administrativ din Bacău
Palatul Administrativ din Bacău este un monument istoric aflat pe teritoriul municipiului Bacău.